# Sabatera d'agulles (grup de bolets)
Les sabateres d'agulles són bolets terrestres, anuals, de mitjans a grans, de carn compacta, homogènia, endurida però flexible com el cuir, que es trenca amb una certa dificultat.
La majoria pertanyen als gèneres Hydnellum o Sarcodon. Les sabateres d'agulles del gènere Hydnellum abans es classificaven com a Sarcodon, però anàlisis filogenètiques moleculars van indicar que la classificació en aquell gènere, feta a partir de caràcters morfològics, no corresponia a un grup monofilètic. Totes les sabateres d'agulles estableixen relacions micorríziques.

## Exemples més corrents
Les espècies de sabateres d'agulles més corrents són:
- Hydnellum fennicum, sabatera d’agulles amarga
- Hydnellum scabrosum, sabatera d’agulles aspra
- Hydnellum amygdaliolens, sabatera d’agulles d’olor d’ametlles amargues
- Sarcodon squamosus, sabatera d’agulles d’ull de perdiu
- Hydnellum fuligineoviolaceum, sabatera d’agulles de carn porpra
- Hydnellum joeides, sabatera d’agulles de carn violeta
- Sarcodon lundellii, sabatera d’agulles de Lundell
- Sarcodon imbricatus, sabatera d’agulles de pícea
- Sarcodon quercinofibulatus, sabatera d'agulles de roure
- Phellodon fuligineoalbus, sabatera d’agulles de vora blanca
- Hydnellum lepidum, sabatera d’agulles farinosa
- Hydnellum glaucopus, sabatera d’agulles fissurada
- Sarcodon cyrneus, sabatera d’agulles llisa d’alzina
- Sarcodon leucopus, sabatera d’agulles llisa de pi